# Egeby

Egeby är en gård från medeltiden i Mjölby socken (nuvarande Mjölby kommun). Den bestod av 2 3⁄4 mantal. 

## Historik
En del av Egeby hörde 1636 till Klackeborgs gård. En annan del tillhörde 1636 fröken Ebba Gyllenstierna till Torsnäs i Västra Harg, 1687 jämte en del av Berga E. Horn och Jöran Gyllenstierna, i slutet av 1600-talet fru Christina Maria Hård af Torestorp (1636–1701), och L. Sparre, 1726 fru Maria Elisabet von der Osten, genannt Sacken, änka efter ryttmästaren Carl Gustaf Lagerfelt till Lagerlunda, samt Klas Bonde.